# Avebe
Coöperatie Koninklijke Avebe U.A., meestal kortweg Avebe genoemd, is een wereldwijd opererende onderneming die producten levert op basis van aardappelzetmeel en aardappeleiwit, voor toepassingen in voeding, diervoeding, papier, bouw, textiel en kleefstoffen. Het hoofdkantoor van het concern is gevestigd in Veendam. Avebe is anno 2023 de grootste producent van plantaardige eiwitten in Nederland. De boeren hebben via de ledenraad de uiteindelijke beslissingsbevoegdheid binnen het bedrijf. Bij de coöperatie Avebe zijn 1900 boeren aangesloten, opgedeeld in zes districten (twee in Duitsland en vier in Nederland). 

## Geschiedenis

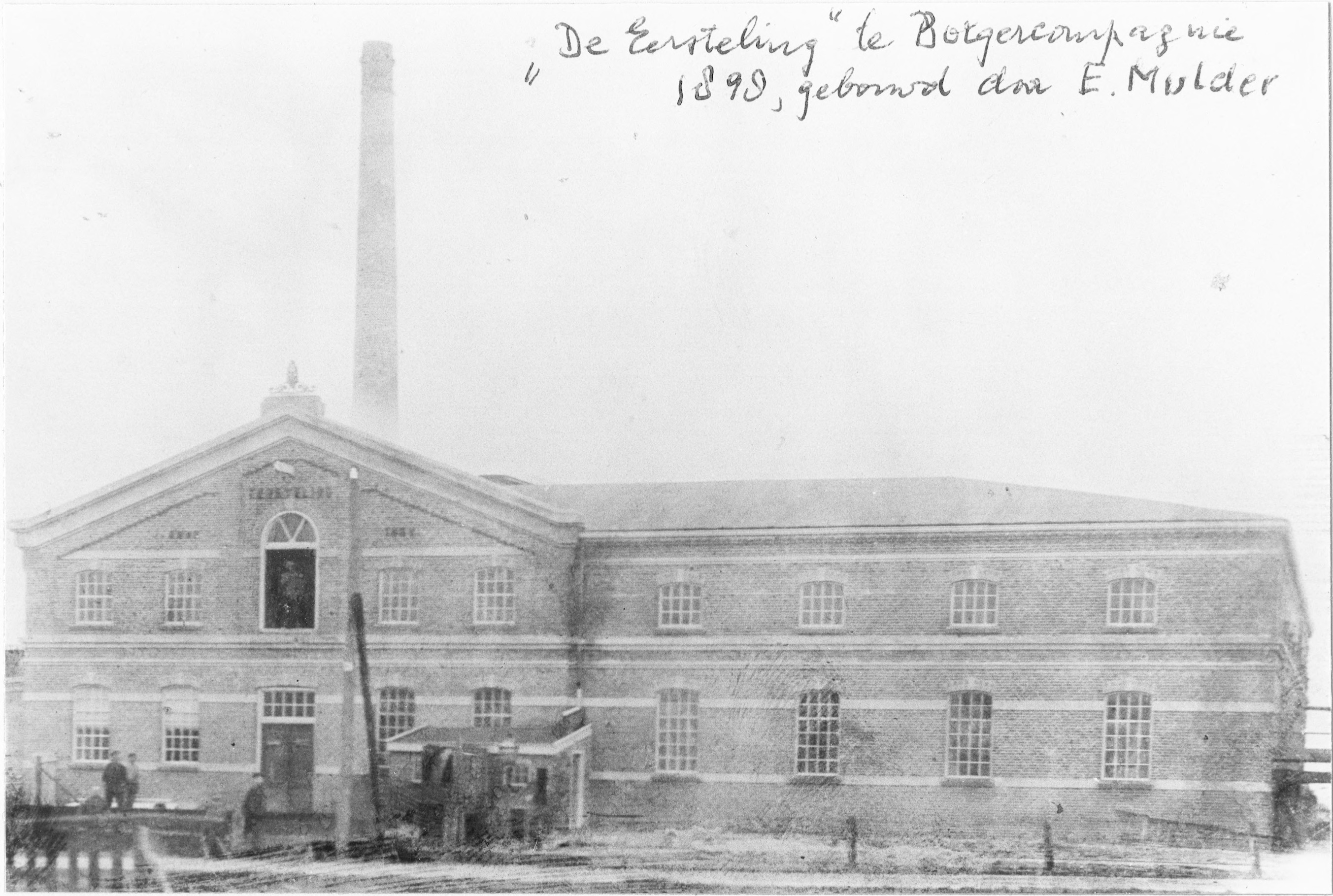
Eerste boerencoöperatie, Aardappelmeelfabriek: "De Eersteling" (1898-1935), 1908

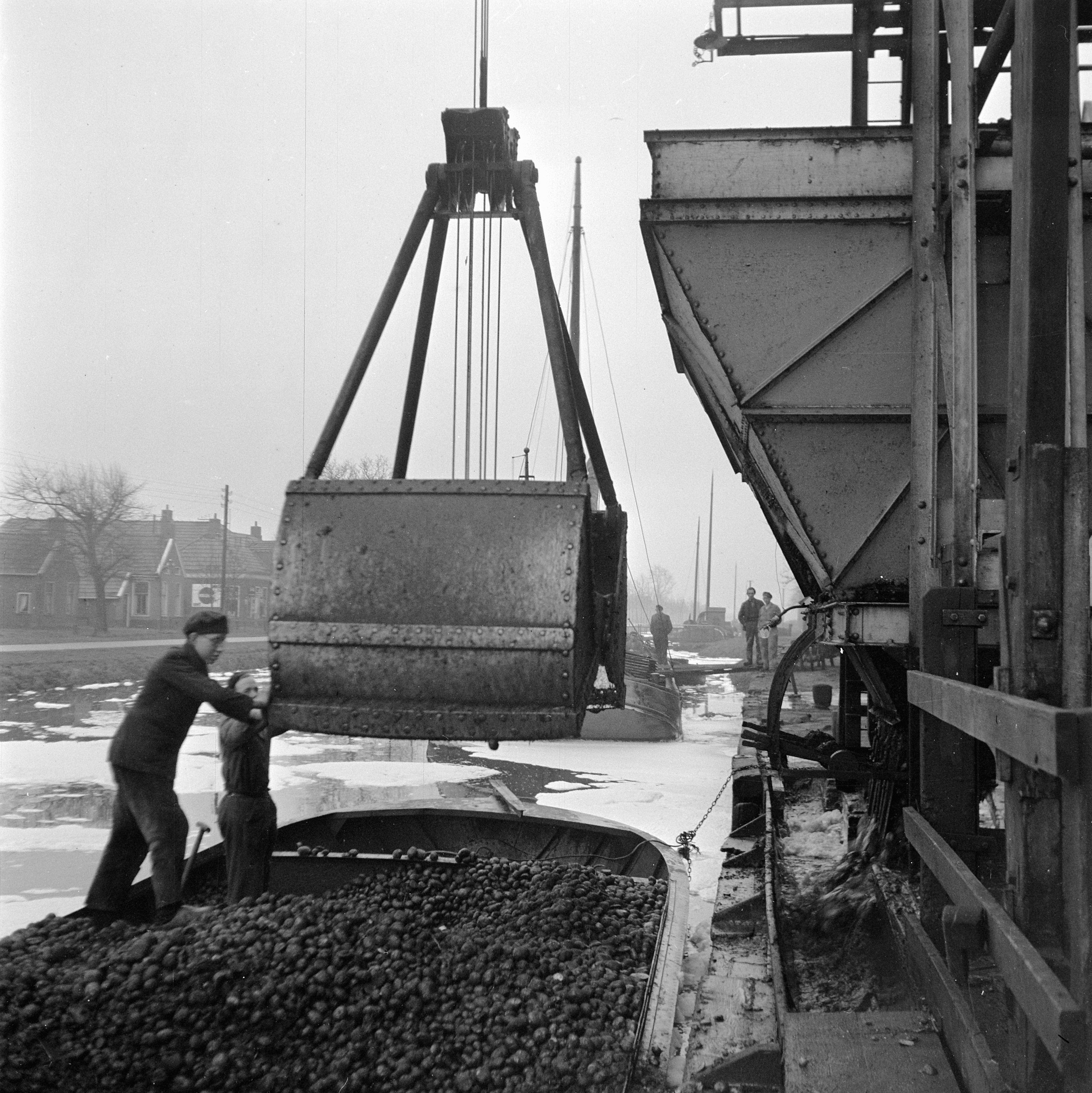
Aardappelmeelfabriek "Wildervank en Omstreken" (1903-1954), 1946

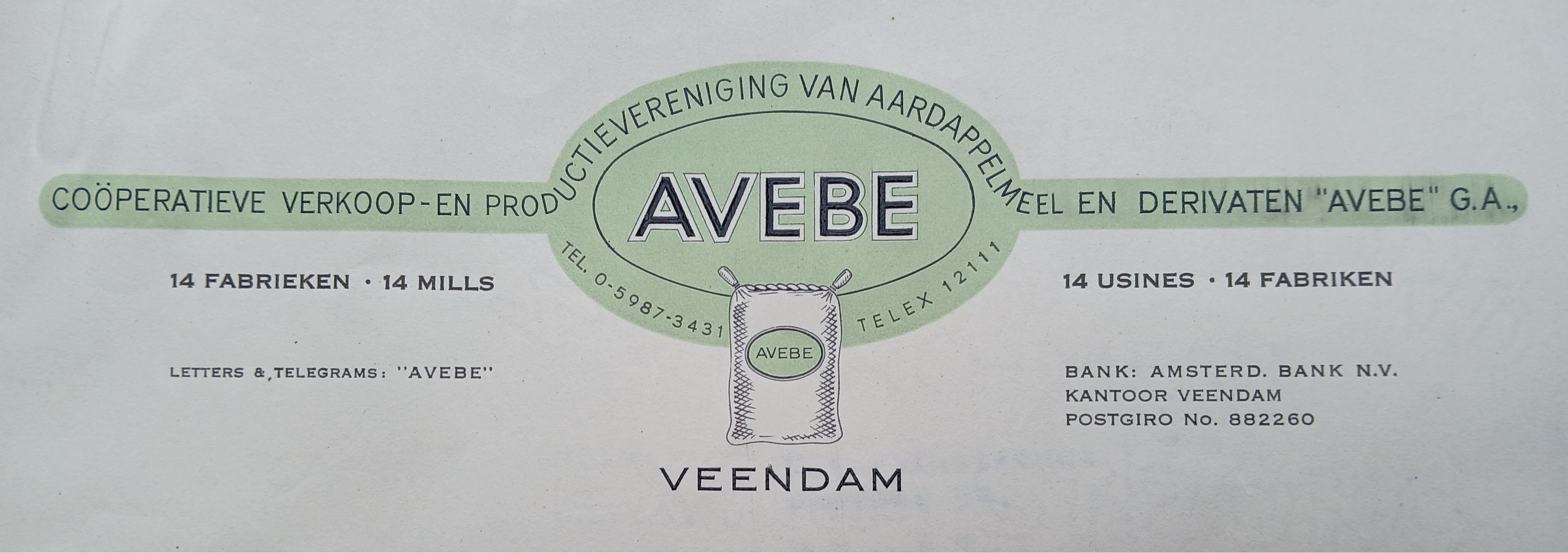
Avebe logo op briefpapier 1966

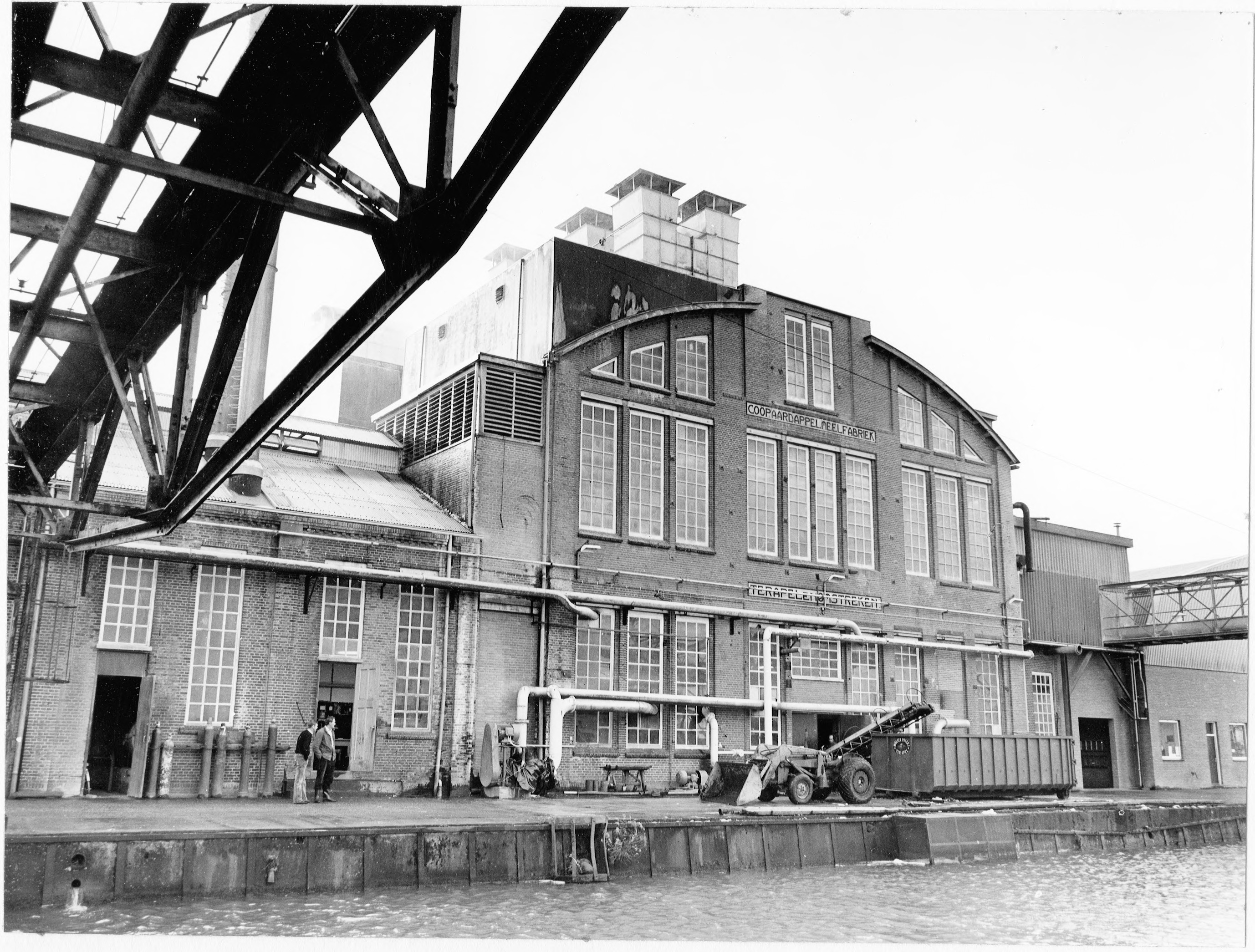
Aardappelmeelfabriek "Ter Apel en Omstreken" (1916-1981), 1980

De naam Avebe is de afkorting van Aardappelmeel Verkoop Bureau, met als telegramadres de afkorting AVEBE. De coöperatie werd opgericht in 1919 als een verkoopcentrale tussen elf Groningse en Drentse boerencoöperatieve aardappelmeelfabrieken om goede verkoopprijzen te bewerkstelligen voor natief aardappelzetmeel. Avebe was de opvolger na de Eerste Wereldoorlog van het samenwerkingsverband Bond van Boeren-aardappelmeelfabrieken gesticht in 1905. In 1921 traden nog vier coöperatieve fabrieken toe tot de verkoopcentrale. Avebe begon al snel met inkoopcentralisatie, organiseerde kwaliteits- en procesverbetering en een uniforme boekhouding tussen de fabrieken. De boerencoöperaties verdrongen de private zetmeelbedrijven naar de productie van zetmeelderivaten.
In 1948 werd de naam Avebe gewijzigd in Coöperatieve Verkoop- en Productievereniging van aardappelmeel en derivaten Avebe B.A. en in 1956 werden de eerste derivaten (afgeleide producten van aardappelzetmeel) geproduceerd.
De geschiedenis van Avebe is sterk verbonden met de Groninger Veenkoloniën. In 1963 nam Avebe de in 1870 opgerichte aardappelmeel- en derivatenfabriek Duintjer Wilkens Meihuizen & Co over en werd aldus een grote speler op de markt van zetmeelderivaten.
In 1971 werd Avebe organisatorisch gemoderniseerd tot een primaire coöperatie om zo de financiering te verbeteren. In 1974 werd een groot investerings- en reorganisatieplan opgesteld om het afvalwater- en eiwitprobleem van aardappelzetmeelfabrieken aan te pakken. Tot begin 1980 bepaalde dit sterk het beleid van Avebe. Er werden acht fabrieken gesloten en in vier fabrieken werd geïnvesteerd. Na het faillissement in 1978 van Koninklijke Scholten-Honig (KSH) werd een deel van het Scholten-concern overgenomen. Dit zetmeelbedrijf was in 1841 opgericht door Willem Albert Scholten en is wel aangeduid als Nederlands eerste multinational, hoewel daarvoor ook de veel oudere VOC genoemd wordt. De Nederlandse aardappelzetmeelfabrieken Foxhol en de Krim en lijmfabriek van Scholten werden onderdeel van Avebe, samen met enkele buitenlandse locaties in Malmö, Corbeil, Haussimont en Milaan.
Na investeringen vanaf de jaren negentig in verbreding van het bedrijf in bioplastics, tarwe en tapioca reorganiseerde Avebe zijn activiteiten vanaf 2006 wederom rond de aardappelzetmeelteelt in Europa.
- 1994 - Avebe sluit de zetmeelderivatenfabriek in Corbeil, verkoopt kant-en-klaarlijmen aan Ceca en stopt met investeren in het opstarten van Chamtor, de fabriek voor tarweglucose en inuline te Bazancourt.[11][12][13]
- 1995 - Avebe wordt volledig eigenaar van Glucona, een joint venture opgericht in 1978 tussen Akzo en Avebe, producent van gluconzuur en derivaten.[14]

Koopt Duitse zetmeelfabriek Prignitz Stärke in Dallmin van Amylum.
Koopt de tarwezetmeelfabriek Latenstein in Nijmegen van Meneba.
- 2001 - Avebe verkoopt Scholten lijmen aan Paramelt.[17]
- 2003 - Avebe verkoopt Glucona aan de dochteronderneming Purac van CSM.[18]

Management buy-out van de bioplasticfabriek.
Verkoop van de fabriek die zetmeeladditieven maakt als vulstof voor medicijnen. De koper is DFE Pharma, een dochter van FrieslandCampina.
- 2005 - De fabriek in Foxhol voor de productie van Brinta wordt verkocht aan Heinz en verplaatst naar Nijmegen.[21]

Start met de vermarkting van het amylopectine-aardappelzetmeel, onder de naam Eliane.
- 2006 - Avebe verkoopt zijn belangen in Thailand, Indonesië, China, Noord- en Zuid-Amerika.[23][24][25][26]
- 2007 - Avebe sluit de tarwezetmeelfabriek in Nijmegen.[27]

Verkoopt aardappelzetmeelfabriek Haussimont in Frankrijk aan AdventAgri.
Start een samenwerking met National Starch Food Innovation voor de verdere vermarkting en ontwikkeling van aardappelzetmeeltoepassingen en -derivaten buiten Europa.
Start een alliantie met DSM Food Specialties voor het ontwikkelen van een nieuwe enzymatisch zetmeel modificatietechnologie (Etenia).
Investeert in een nieuwe raffinagetechniek voor het maken van natief aardappeleiwit onder de naam Solanic.
- 2015 - National Starch is in 2010 overgenomen door Ingredion. Avebe beëindigt de samenwerking die in 2007 aangegaan was met National Starch[31]
- 2018 - Avebe opent een innovatiecentrum op het Zernikecomplex in Groningen.
- 2020 - Avebe ontvangt het predicaat Koninklijk.[32]

## Hoofdkantoor
Het hoofdkantoor van Royal Avebe is sinds eind 2011 opnieuw gevestigd in Veendam. Het bedrijf had in 2005 het hoofdkantoor verkocht en daarmee de historisch locatie Veendam verlaten en zich gevestigd op de productielocatie in Foxhol. In 2011 ging het bedrijf op zoek naar een nieuwe locatie, maar uiteindelijk koos men voor de huur van het oude hoofdkantoor.

## Activiteiten
Avebe heeft in totaal zes productielocaties, waarvan drie in Nederland. Twee locaties bevinden zich in de provincie Groningen; in Foxhol en in Ter Apelkanaal. De derde locatie is de aardappelmeelfabriek te Gasselternijveen in de provincie Drenthe. Verder zijn er twee in Duitsland, in Dallmin in de gemeente Karstädt en Lüchow, en nog een productielocatie in Zweden te Malmö.
De omzet wordt voor ongeveer de helft gerealiseerd in landen van de Europese Unie en de andere helft in de rest van de wereld. Naar producten komt de hoogste omzetbijdrage van deriviaten, gevolgd door zetmeel en eiwitten. De derivaten zijn met 60% van de omzet veruit het meest belangrijk. De belangrijkste afnemer is de levensmiddelenindustrie, met ruim 60% van de totale afzet, gevolgd door de industrie, zoals in de bouw en bij het maken van papier en lijm, en iets minder dan 10% gaat naar de diervoedingfabrikanten.

### Resultaten
Avebe heeft een gebroken boekjaar dat per 31 juli afloopt. Het jaar 2022 heeft betrekking op de periode van 1 augustus 2021 tot en met 31 juli 2022. De prestatieprijs is de opbrengstwaarde per ton aardappelen, in de berekening wordt rekening gehouden met een standaard zetmeelpercentage van 19 procent. De prestatieprijs bestaat uit drie delen:
- de vergoeding voor de aardappelen waarbij rekening wordt gehouden met het zetmeelgehalte, het moment van leveren en de kwaliteit.
- de kosten van verlading en transport.
- het financiële resultaat van de coöperatie.

Op basis van deze drie componenten was de prestatieprijs in 2022 € 98,56/ton. 
| Jaar | Netto omzet | Bedrijfs- resultaat | Netto- resultaat | Aantal werknemers (gemiddeld) | Prestatieprijs geleverde aardappelen (in euro/ton) | Aantal leden |
| ---- | ----------- | ------------------- | ---------------- | ----------------------------- | -------------------------------------------------- | ------------ |
| 2002 | 683,4       | 22,5                | 10,3             | 2602                          |                                                    | 4568         |
| 2003 | 635,3       | 14,1                | 7,7              | 2546                          |                                                    | 4338         |
| 2004 | 609,5       | 8,3                 | 0,4              | 2602                          | 50,80                                              | 4221         |
| 2005 | 591,6       | −59,2               | −69,4            | 2407                          | 26,37                                              | 4030         |
| 2006 | 633,7       | 8,4                 | −4,6             | 2073                          | 50,24                                              | 3800         |
| 2007 | 615,7       | 32,9                | 25,2             | 1611                          | 57,47 (64,82 jaarverslag 2008)                     | 3609         |
| 2008 | 652,7       | 41,7                | 33,3             | 1419                          | 73,90 (84,99 jaarverslag 2008)                     | 3457         |
| 2009 | 581,9       | 14,0                | 3,1              | 1447                          | 49,92                                              | 3265         |
| 2010 | 521,8       | 11,0                | 2,8              | 1422                          | 46,84                                              | 2960         |
| 2011 | 525,1       | 36,9                | 19,8             | 1361                          | 67,32                                              | 2743         |
| 2012 | 554,1       | 50,4                | 32,1             | 1352                          | 76,94                                              | 2633         |
| 2013 | 550,0       | 20,0                | 11,4             | 1308                          | 77,36                                              | 2532         |
| 2014 | 540,7       | 15,1                | 8,3              | 1311                          | 75,07                                              | 2479         |
| 2015 | 521,1       | 17,6                | 11,8             | 1314                          | 78,41                                              | 2475         |
| 2016 | 548,6       | 12,6                | 6,5              | 1306                          | 77,10                                              | 2397         |
| 2017 | 551,3       | 14,3                | 6,3              | 1311                          | 82,16                                              | 2310         |
| 2018 | 576,6       | 16,6                | 7,8              | 1326                          | 85,81                                              | 2268         |
| 2019 | 574,3       | 11,4                | 5,3              | 1313                          | 96,63                                              | 2225         |
| 2020 | 570,6       | 13,7                | 8,7              | 1326                          | 96,15                                              | 2280         |
| 2021 | 593,2       | 6,9                 | 9,2              | 1328                          | 93,30                                              | 2249         |
| 2022 | 711,6       | 18,5                | 12,1             | 1332                          | 98,56                                              | 2242         |
| 2023 | 803,8       | 35,7                | 20,8             | 1295                          | 133,34                                             | 2036         |
| 2024 | 781,4       | 34,5                | 2,6              | 1253                          | 118,62                                             | 1935         |

Vanwege een beveiligingsprobleem met de MediaWiki Graph-software is het momenteel niet mogelijk deze grafiek weer te geven. Zodra de software is bijgewerkt zal de grafiek vanzelf weer zichtbaar worden.
Vanwege een beveiligingsprobleem met de MediaWiki Graph-software is het momenteel niet mogelijk deze grafiek weer te geven. Zodra de software is bijgewerkt zal de grafiek vanzelf weer zichtbaar worden.
Vanwege een beveiligingsprobleem met de MediaWiki Graph-software is het momenteel niet mogelijk deze grafiek weer te geven. Zodra de software is bijgewerkt zal de grafiek vanzelf weer zichtbaar worden.

## Voormalige Nederlandse locaties van Avebe fabrieken
Vroegere locaties van aardappelzetmeelfabrieken zijn:
- Tonden Foxhol 1841 – 1999 (tot 1978 KSH)
- Onder Ons De Krim (Overijssel) 1906 – 1993 (1967/1974 – 1978 KSH)
- DWM (Duintjer, Wilkens, Meihuizen) Veendam 1870 – 1982 (vanaf 1963 Avebe)
- Ter Apel en Omstreken Ter Apel 1916 – 1981
- Hollandia Nieuw-Buinen 1898 – 1981
- Alteveer Alteveer (Stadskanaal) 1909 – 1981
- Oranje (Drenthe) 1913 – 1980
- Excelsior Veenoord 1909 – 1980
- Pekela en Omstreken Nieuwe Pekela 1900 – 1980
- De Twee Provinciën Stadskanaal 1914 – 1979
- De Toekomst Nieuwe Compagnie 1900 – 1969
- Woudbloem Scharmer 1904 – 1968
- Westerwolde Veelerveen 1913 – 1964
- De Centrale Coevorden 1908 – 1963
- Van Linge Veendam 1869 – 1962 (vanaf 1963 Avebe)
- Wildervank en Omstreken Eexterveenschekanaal 1903 – 1954
- De Baanbreker Lutten 1900 – 1953
- Eersteling Borgercompagnie 1898 – 1935